# マウドゥディ・ヒルミ・カスミ
ムハンマド・マウドゥディ・ヒルミ・ビン・カスミ（マレー語: Muhammad Maududi Hilmi bin Kasmi、1989年2月5日 - ）は、ブルネイのサッカー選手。ブルネイ代表。ポジションはMFまたはDF。

## クラブ歴
2007年にマレーシア・スーパーリーグに参戦していたブルネイDPMM FCに加入。DPMM FCがSリーグに参戦しブルネイ・ダルサラームサッカー協会が活動禁止処分となると、国内リーグに移籍しAHユナイテッドに加入した。その後、KKSJペンジャラ、マイラFC、ナジプFCに在籍した。
2014年にDPMM FCに復帰した。翌シーズンの半ば、2015年9月12日のハリマウ・ムダ戦では出場停止となったジョー・ギャンブルに代わって出場し、スティーブ・キーン監督に好印象を与えた。彼はこの試合で先制点を決め、Sリーグ初得点となった。その後はスターティングメンバーに定着し、シーズンの後半戦で活躍、Sリーグ制覇に貢献した。

## 代表歴
2008年5月15日のAFCチャレンジカップ2008予選のブータン代表戦の53分にアハマド・ハフィズ・サイードと交代で途中出場しブルネイ代表初出場。その後、2008 AFFスズキカップ予選、2014 AFFスズキカップ予選、2016 AFFスズキカップ予選、AFCソリダリティーカップ2016にも参戦した。

## タイトル
ブルネイDPMM FC
- Sリーグ: 2015
- シンガポール・リーグカップ: 2014